# Vyacheslav Sushkin
Vyacheslav Vladimirovich Sushkin (tiếng Nga: Вячеслав Владимирович Сушкин; sinh ngày 11 tháng 3 năm 1991) là một tiền đạo bóng đá người Nga hiện tại thi đấu cho Neftchi Fergana.
Anh ra mắt ở Giải bóng đá hạng nhì quốc gia Nga cho FC Petrotrest Saint Petersburg ngày 22 tháng 4 năm 2012 trong trận đấu trước FC Sheksna Cherepovets.